# Copa América de Talla Baja 2022
La Copa América de Talla Baja de 2022 fue la II edición de este torneo de selecciones nacionales absolutas. Se celebró en la ciudad de Lima, Perú, y tuvo lugar entre el 20 y el 23 de mayo de 2022.

## Equipos participantes
Participaron los seleccionados de Perú, Argentina, Ecuador, Estados Unidos, Brasil, Chile, Colombia, Bolivia, Guatemala, México, Paraguay y también contó con la presencia de Marruecos como delegación invitada.
| Equipos participantes | Equipos participantes | Equipos participantes | Equipos participantes | Equipos participantes |
| --------------------- | --------------------- | --------------------- | --------------------- | --------------------- |
| Argentina             | Bolivia               | México                | Paraguay              | Marruecos             |
| Brasil                | Colombia              | Ecuador               | Perú                  | Guatemala             |
| Norteamérica          |                       |                       |                       |                       |

## Organización

### Sede
El torneo se llevó a cabo en una única sede en la ciudad de Lima, parte del Distrito de San Luis, en la sede de la VIDENA

## Sorteo
El sorteo se celebró el 10 de mayo de 2022 en la sede de la VIDENA en Lima, Perú. Las 11 selecciones fueron sorteadas en tres grupos de once selecciones, Perú fue asignado al Bombo 1 por ser anfitrión, Paraguay y Argentina también fueron asignados al mismo Bombo por ser finalistas en la edición pasada 
| Perú      |
| Paraguay  |
| Argentina |

| Norteamérica |
| Guatemala    |
| México       |

| Colombia |
| Brasil   |
| Ecuador  |

| Bolivia   |
| Marruecos |

## Fase de grupos
- Los horarios corresponden a la hora de Perú (UTC-5).

La primera ronda se celebró entre el 20 y el 21 de mayo de 2022 y en ella participaron once selecciones que se dividieron en tres grupos de cuatro selecciones y un grupo con tres selecciones. Las tres mejores selecciones de cada grupo y los dos mejores del otro grupo avanzan a los cuartos de final, momento en el que se disputan encuentros eliminatorios.
El puntaje atribuido a los equipos de acuerdo con el resultado es el siguiente:
- Victoria: 3 puntos para el equipo ganador.
- Empate: 1 punto para los dos equipos
- Derrota: equipo derrotado no marca punto

     Clasificado para los cuartos de final. 
     – Clasificado para los cuartos de final como uno de los dos mejores terceros.

### Grupo A
| Equipo       | Pts | PJ | PG | PE | PP | GF | GC | Dif |
| ------------ | --- | -- | -- | -- | -- | -- | -- | --- |
| Bolivia      | 6   | 2  | 2  | 0  | 0  | 4  | 2  | +2  |
| Norteamérica | 6   | 3  | 2  | 0  | 1  | 4  | 2  | +2  |
| Colombia     | 1   | 2  | 0  | 1  | 1  | 2  | 3  | -1  |
| Perú         | 1   | 3  | 0  | 1  | 2  | 4  | 6  | -2  |

| 20 de mayo de 2022, 14:30 | Perú | 1:2 | Bolivia | Villa Deportiva Nacional, Lima |  |

| 20 de mayo de 2022, 17:30 | Colombia | 0:1 | Norteamérica | Villa Deportiva Nacional, Lima |  |

| 21 de mayo de 2022, 10:00 | Perú | 2:2 | Colombia | Villa Deportiva Nacional, Lima |  |

| 21 de mayo de 2022, 13:00 | Norteamérica | 1:2 | Bolivia | Villa Deportiva Nacional, Lima |  |

| 21 de mayo de 2022, 22:00 | Perú | 1:2 | Norteamérica | Villa Deportiva Nacional, Lima |  |

### Grupo B
| Equipo    | Pts | PJ | PG | PE | PP | GF | GC | Dif |
| --------- | --- | -- | -- | -- | -- | -- | -- | --- |
| Paraguay  | 4   | 2  | 1  | 1  | 0  | 6  | 3  | +3  |
| Brasil    | 4   | 2  | 1  | 1  | 0  | 4  | 3  | +1  |
| Marruecos | 1   | 2  | 0  | 1  | 1  | 3  | 4  | -1  |
| Guatemala | 1   | 2  | 0  | 1  | 1  | 3  | 6  | -3  |

| 20 de mayo de 2022, 15:30 | Paraguay | 5:2 | Guatemala | Villa Deportiva Nacional, Lima |  |

| 20 de mayo de 2022, 18:30 | Brasil | 3:2 | Marruecos | Villa Deportiva Nacional, Lima |  |

| 21 de mayo de 2022, 11:00 | Paraguay | 1:1 | Brasil | Villa Deportiva Nacional, Lima |  |

| 21 de mayo de 2022, 12:00 | Guatemala | 1:1 | Marruecos | Villa Deportiva Nacional, Lima |  |

### Grupo C
| Equipo    | Pts | PJ | PG | PE | PP | GF | GC | Dif |
| --------- | --- | -- | -- | -- | -- | -- | -- | --- |
| Argentina | 6   | 2  | 2  | 0  | 0  | 11 | 3  | +8  |
| México    | 3   | 2  | 1  | 0  | 1  | 4  | 5  | -1  |
| Ecuador   | 0   | 2  | 0  | 0  | 2  | 2  | 9  | -7  |

| 20 de mayo de 2022, 16:30 | Argentina | 6:2 | Ecuador | Villa Deportiva Nacional, Lima |  |

- Libre:  México

| 21 de mayo de 2022, 14:00 | Argentina | 5:1 | México | Villa Deportiva Nacional, Lima |  |

- Libre:  Ecuador

| 21 de mayo de 2022, 21:00 | México | 3:0 | Ecuador | Villa Deportiva Nacional, Lima |  |

- Libre:  Argentina

### Mejores terceros
Entre los equipos que finalizaron en el tercer puesto de sus respectivos grupos, los dos mejores avanzaron a cuartos de final.
| Selección | Grupo | Pts | PJ | PG | PE | PP | GF | GC | Dif |
| --------- | ----- | --- | -- | -- | -- | -- | -- | -- | --- |
| Marruecos | B     | 1   | 2  | 0  | 1  | 1  | 3  | 4  | –1  |
| Colombia  | A     | 1   | 2  | 0  | 1  | 1  | 2  | 3  | –1  |
| Ecuador   | C     | 0   | 2  | 0  | 0  | 2  | 2  | 9  | –7  |

## Fase final
|  | Cuartos de final                      | Cuartos de final                      |                                       |       | Semifinales   | Semifinales   |  |  | Final | Final |
|  |                                       |                                       |                                       |       |               |               |  |  |       |       |
|  | 22 de Mayo - Villa Deportiva Nacional |                                       |                                       |       |               |               |  |  |       |       |
|  |                                       |                                       |                                       |       |               |               |  |  |       |       |
|  | Norteamérica                          | 0                                     |                                       |       |               |               |  |  |       |       |
|  | Norteamérica                          | 0                                     | 23 de Mayo - Villa Deportiva Nacional |       |               |               |  |  |       |       |
|  | México                                | 2                                     |                                       |       |               |               |  |  |       |       |
|  | México                                | 2                                     | México                                | 0     |               |               |  |  |       |       |
|  | 22 de Mayo - Villa Deportiva Nacional |                                       | México                                | 0     |               |               |  |  |       |       |
|  |                                       | Argentina                             | 7                                     |       |               |               |  |  |       |       |
|  | Argentina                             | Argentina                             | 7                                     | 3     |               |               |  |  |       |       |
|  | Argentina                             |                                       | 23 de Mayo - Villa Deportiva Nacional | 3     |               |               |  |  |       |       |
|  | Brasil                                | 1                                     |                                       |       |               |               |  |  |       |       |
|  | Brasil                                | 1                                     | Argentina                             | 5     |               |               |  |  |       |       |
|  | 22 de Mayo - Villa Deportiva Nacional |                                       | Argentina                             | 5     |               |               |  |  |       |       |
|  |                                       | Paraguay                              | 0                                     |       |               |               |  |  |       |       |
|  | Bolivia                               | Paraguay                              | 0                                     | 2 (3) |               |               |  |  |       |       |
|  | Bolivia                               | 23 de Mayo - Villa Deportiva Nacional |                                       | 2 (3) |               |               |  |  |       |       |
|  | Marruecos                             | 2 (2)                                 |                                       |       |               |               |  |  |       |       |
|  | Marruecos                             | 2 (2)                                 | Bolivia                               | 0     |               |               |  |  |       |       |
|  | 22 de Mayo - Villa Deportiva Nacional |                                       | Bolivia                               | 0     |               |               |  |  |       |       |
|  |                                       | Paraguay                              | 6                                     |       | Tercer puesto | Tercer puesto |  |  |       |       |
|  | Paraguay                              | Paraguay                              | 6                                     | 6     | Tercer puesto | Tercer puesto |  |  |       |       |
|  | Paraguay                              |                                       | 23 de Mayo - Villa Deportiva Nacional | 6     |               |               |  |  |       |       |
|  | Colombia                              | 3                                     |                                       |       |               |               |  |  |       |       |
|  | Colombia                              | 3                                     | México                                | 3     |               |               |  |  |       |       |
|  |                                       |                                       |                                       |       |               |               |  |  |       |       |
|  | Bolivia                               | 2                                     |                                       |       |               |               |  |  |       |       |
|  | Bolivia                               | 2                                     |                                       |       |               |               |  |  |       |       |

### Cuartos de final
| 22 de mayo de 2022, 18:00 | Norteamérica | 0:2 | México | Villa Deportiva Nacional, Lima |  |

| 22 de mayo de 2022, 19:00 | Argentina | 3:1 | Brasil | Villa Deportiva Nacional, Lima |  |

| 22 de mayo de 2022, 20:00 | Bolivia | 2:2 (3:2 p.) | Marruecos | Villa Deportiva Nacional, Lima |  |

| 22 de mayo de 2022, 21:00 | Paraguay | 6:3 | Colombia | Villa Deportiva Nacional, Lima |  |

### Semifinal
| 23 de mayo de 2022, 10:00 | México | 0:7 | Argentina | Villa Deportiva Nacional, Lima |  |

| 23 de mayo de 2022, 11:00 | Bolivia | 0:6 | Paraguay | Villa Deportiva Nacional, Lima |  |

### Tercer lugar
| 23 de mayo de 2022, 18:00 | México | 3:2 | Bolivia | Villa Deportiva Nacional, Luque |  |

### Final
| 23 de mayo de 2022, 19:00 | Argentina | 5:0 | Paraguay | Villa Deportiva Nacional, Lima |  |

| Bandera de Argentina |
| Campeón Argentina    |
| 1er título           |